# Bellot
Bellot är en kommun i departementet Seine-et-Marne i regionen Île-de-France i norra Frankrike. Kommunen ligger i kantonen Rebais som tillhör arrondissementet Provins. År 2022 hade Bellot 776 invånare.

## Befolkningsutveckling
Antalet invånare i kommunen Bellot
| Referens: INSEE |